# Malgachemenes angustus
Malgachemenes angustus är en stekelart som beskrevs av Gusenleitner 1992. Malgachemenes angustus ingår i släktet Malgachemenes och familjen Eumenidae. Inga underarter finns listade i Catalogue of Life.